# Ramón Pané
Ramón Pané (XV secolo) è stato un missionario spagnolo, celebre per aver compilato una delle prime descrizioni etnografiche degli indigeni del Nuovo Mondo, la Relazione sulle antichità degli indiani..

## Biografia
Frate dell'Ordine di San Girolamo, di origine catalana, nacque nella seconda metà del XV secolo. Accompagnò Cristoforo Colombo nel suo secondo viaggio nelle Indie, raggiunse il forte La Navidad il 28 novembre 1493, soggiornò a lungo presso i nativi con funzione evangelizzatrice, perciò considerato uno dei primi europei a studiare e imparare una lingua indigena, il Taino, parlata sull'isola di Hispaniola. A nome dell'ammiraglio Cristoforo Colombo, studiò e scrisse il primo libro scritto dagli spagnoli in America: Relación acerca de las antigüedades de los indios.